# Joseph Hoeflich
Joseph Kenny Hoeflich (Apia, 12 aprile 1984) è un calciatore samoano, centrocampista del Kiwi.

## Carriera

### Nazionale
Ha debuttato in Nazionale il 25 agosto 2007, in Samoa-Vanuatu (0-4). Ha partecipato, con la Nazionale, alla Coppa delle nazioni oceaniane 2012. Ha collezionato in totale, con la maglia della Nazionale, 6 presenze.